# Motor Chrysler K

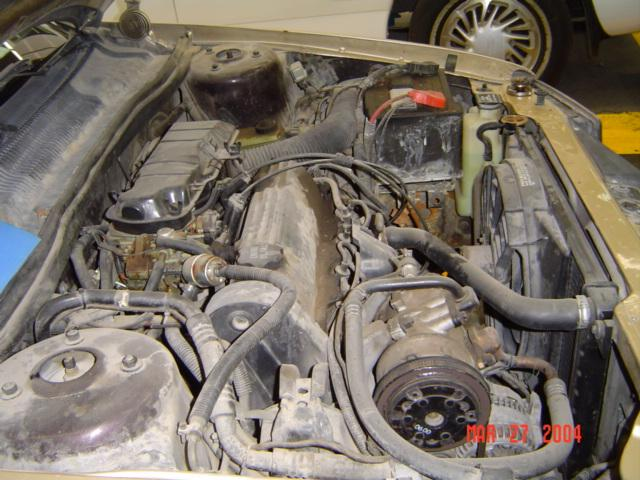
Motor K de 2.5L de carburació equipat en un Chrysler Spirit mexicà del 1990

El motor 2.2 L de 4 cilindres en línia creat per Chrysler per als vehicles que usaven el xassís K, d'aquí que sigui conegut sota el nom de Motor Chrysler K. Aquest va ser fabricat els anys 1981-1995 a la fàbrica de Trenton, Michigan.
Aquest motor substitueix al motor 1.7 L de Volkswagen que Chrysler havia usat amb els seus Dodge Omni i Plymouth Horizon. De fet, aquest 2.2 L està basat en l'experiència que ha tingut Chrysler amb el motor de VW, d'aquí que sigui un motor SOHC amb el bloc d'acer i culata d'alumini o les entrades i sortides d'aire al darrere del motor.
Per reduir la llargada d'aquest, es va fabricar sense conductes de refrigeració entre els cilindres ("siamesed"). El diàmetre (bore) és de 87,5 mm; això limita força el potencial per incrementar-lo. La distribució del motor va per corretja i no pas am cadena. Les primeres versions anaven equipades amb carburador de doble cos; a partir del 1984 en els models turbo va desaparèixer i l'any següent als models d'aspiració atmosfèrica (no turbo).
En l'actualitat, el motor 2.2 L segueix essent fabricat per FAW, a través d'una llicència que Chrysler va donar a First Auto Works (FAW) de la Xina.
El motor Chrysler Neon el substitueix l'any 1995 amb la comercialització del Dodge Neon, Chrysler Neon i Plymouth Neon.

## 2.2
El primer motor que van equipar els "K-Cars" va ser el 2.2 L SOHC en la versió atmosfèrica. En concret, el 1981 en els cotxes Dodge Aries, Plymouth Horizon i Plymouth Reliant. Aquest motor, que se fabricarà els anys 1981-1994, té un diàmetre (bore) de 87,5 mm i una carrera (stroke) de 92 mm. Alimentats per carburador de doble cos, tenien un rendiment de 84 cv, xifra que s'augmentarà a 96 cv i 161 N·m en poc temps.
Amb l'aparició del sistema d'injecció electrònica TBI la potència passa a 99 cv i 164 N·m. Una versió High-Output d'aquest motor que equipa el Dodge Charger rendeix 110 cv i 175 N·m de torsió. Van existir versions turboalimentades com els Turbo I, Turbo II, Turbo III, and Turbo IV.
Vehicles que equipen aquest motor:
- 1983-1984 Chrysler E-Class
- 1983-1986 Chrysler Executive
- 1984-1986 Chrysler Laser
- 1982-1990 Chrysler LeBaron (injecció electrònica a partir del 1985)
- 1985-1988 Chrysler LeBaron GTS
- 1981-1982 Dodge 024
- 1982-1983 Dodge 400
- 1983-1988 Dodge 600 (injecció electrònica a partir del 1984)
- 1981-1989 Dodge Aries (injecció electrònica a partir del 1985)
- 1984-1987 Dodge Caravan
- 1983-1987 Dodge Charger
- 1987-1988 Dodge Dakota
- 1984-1990 Dodge Daytona
- 1981-1990 Dodge Omni (injecció electrònica a partir del 1987)
- 1985-1989 Dodge Lancer
- 1982-1984 Dodge Rampage
- 1987-1993 Dodge Shadow
- 1985-1988 Plymouth Caravelle
- 1981-1990 Plymouth Horizon (injecció electrònica a partir del 1987)
- 1981-1989 Plymouth Reliant (injecció electrònica a partir del 1985)
- 1983----- Plymouth Scamp
- 1987-1993 Plymouth Sundance
- 1981-1982 Plymouth TC3
- 1983-1987 Plymouth Turismo
- 1984-1987 Plymouth Voyager

High-Output 2.2
Durant els anys 1983 i 1984 el Dodge Shelby Charger equipava aquest motor 2.2 L amb algunes modificacions, com un arbre de lleves revisat per augmentar la potència a 110 cv i la torsió a 175 N·m.
Vehicles que equipen aquest motor:
- 1983–1984 Dodge Shelby Charger
- 1985–1987 Dodge Charger

## 2.2 Turbo I
El primer motor Chrysler amb turbocompressor va ser el 1984 amb el Turbo I. Usava un turbo Garrett T03 amb una vàlvula mecànica de control de pressió per limitar la pressió del turbo fins a 7 psi. L'any següent, passa a ser controlada per ordinador, permetent arribar temporalment fins a 9 psi (overboost). La potència d'aquest motor és de 146 cv i 228 N·m de torsió. A partir del 1988, equipa un turbocompressor Mitsubishi TE04H i una revisada entrada d'aire. El 1989, aquest motor se substituït pel 2.5 L.
Vehicles que equipen aquest motor:
- 1984 Chrysler E-Class
- 1984-1986 Chrysler Executive
- 1984-1986 Chrysler Laser
- 1984-1988 Chrysler LeBaron
- 1985-1988 Chrysler LeBaron GTS
- 1984-1987 Chrysler New Yorker
- 1988 Chrysler New Yorker Turbo
- 1984-1988 Dodge 600
- 1985-1988 Dodge Lancer
- 1984-1985 Dodge Omni GLH
- 1985-1988 Plymouth Caravelle
- 1985–1987 Dodge Charger Shelby

## 2.2 Turbo II
El Turbo II era un motor turbo amb un intercooler dissenyat per Carroll Shelby. Utilitzat el 1986 amb el Shelby GLH-S, l'any següent se'n va començar la producció d'aquest. Chrysler fabrica una versió d'aquest motor que va oferir-lo fins a l'any 1993. La potència d'aquest motor és de 175 cv i 237 N·m de potència, amb una pressió del turbo a 12 psi.
La mateixa revisió en les entrades d'aire ha estat inclosa en aquest motor menys el sensor de temperatura de l'aire que va ser afegit al Turbo I el 1988. El 1989, el nou 2.5 L va ser adaptat pel 2.2 L Turbo II i el motor va seguir igual fins al 1990. El mateix bloc va ser usat per totes les diferents versions del Motor Chrysler K.
Vehicles que equipen aquest motor:
- 1986 Shelby GLH-S (Omni)
- 1987 Shelby Charger Turbo
- 1987 Shelby GLHS (Charger)
- 1985–1993 Consulier GTP
- 1987–1989 Dodge Daytona Shelby Z
- 1987–1988 Shelby CSX
- 1987 Shelby Lancer
- 1988-1989 Dodge Lancer Shelby
- 1989 Chrysler LeBaron hatchback

## 2.2 Turbo III

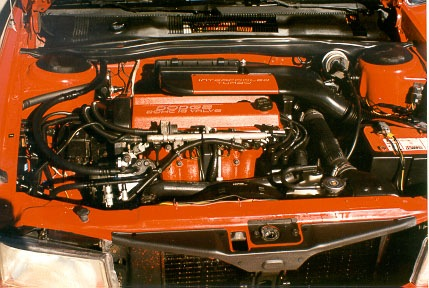
Motor 2.2L Turbo III en un Dodge Spirit R/T

El Turbo III va ser dissenyat per Shelby i fabricat per Lotus. Es tractava d'un motor DOHC de 4 vàlvules per cilindre (16v) que tenia una potència de 224 cv i una torsió de 294 N·m. Aquest motor només el van usar dos models, el Spirit R/T i el Daytona IROC R/T.
Vehicles que equipen aquest motor:
- 1991-1992 Dodge Spirit R/T
- 1992-1993 Dodge Daytona IROC R/T

## 2.2 Turbo IV
El motor Turbo IV va ser una versió turbo de la variant 2.2 L atmosfèrica SOHC amb VNT variable nozzle turbo.
Vehicles que equipen aquest motor:
- 1989 Shelby CSX (500 unitats)
- 1990 Dodge Shadow ES (141 unitats)
- 1990 Dodge Shadow Competition (27 unitats)
- 1990 Dodge Daytona Shelby (536 unitats)
- 1990 Dodge Daytona C/S Competition (21 unitats)
- 1990 Chrysler LeBaron GTC (25 unitats)

## 2.2 TC
El motor Chrysler TC, dissenyat amb col·laboració de Maserati, va ser relacionada amb el Turbo II però tenia un disseny de pistons, abre de lleves, conductes d'aspiració de l'aire i altres components diferents. Aquest DOHC de 4 vàlvules per cilindre era realment internacional: 
- La culata (cylinder head) es començava a Regne Unit a càrrec de Cosworth i Maserati acabava de fer-la a Itàlia.
- Els pistons els proveïa Mahle d'Alemanya i
- El turbocompressor era de IHI, Japó.
- L'arbre de lleves (camshafts) era dissenyat a Florida però Maserati era qui el fabricava.

La resta de parts es fabricaven als Estats Units i tenia semblances amb el Turbo II. Només 500 Chrysler TC van ser fabricats amb aquest motor DOHC.

## 2.5

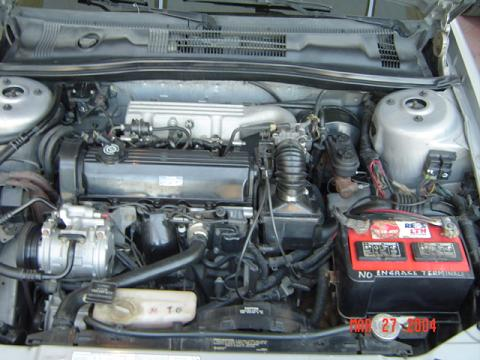
Motor K de 2.5L MPFI equipat en un Chrysler Spirit mexicà del 1994

Chrysler augmenta la mida dels motors K el 1986, augmentant el desplaçament a 2.5 L i afegint uns arbres d'equilibratge (balance shaft) per reduir les vibracions i els sorolls aspres que generen normalment els motors de llarga carrera (stroke), ja que s'augmenta a 104 mm (i el diàmetre -bore- resta igual a 87,5 mm). Aquesta llarga carrera produeix que el 2.5 L sigui un motor de llarga carrera (undersquare) -tenen un marge de revolucions reduït- i que per tant, l'ajustin perquè entregui molta torsió a baixes revolucions.
Aquest motor substitueix al 2.6 L Astron G54B de Mitsubishi. Aquest motor d'aspiració atmosfèrica rendeix 100 cv i 184 N·m de torsió. El 1989 un redisseny d'aquest motor va permetre d'usar el mateix bloc de cilindres per al 2.2 i el 2.5 L. L'arbre de lleves, bloc i pistons eren diferents de l'anterior 2.5 L. Aquest motor va fabricar-se fins al 1995.
Vehicles que equipen aquest motor:
- 1986-1993 Chrysler LeBaron
- 1986-1987 Chrysler New Yorker
- 1986-1988 Dodge 600
- 1986-1989 Dodge Aries
- mitjans 1987-1995 Dodge Caravan
- 1989-1995 Dodge Dakota)
- 1986-1993 Dodge Daytona
- 1988-1993 Dodge Dynasty
- 1986-1989 Dodge Lancer
- 1987-1994 Dodge Shadow
- 1989-1995 Dodge Spirit
- 1989-1995 Plymouth Acclaim
- 1986-1988 Plymouth Caravelle
- 1986-1989 Plymouth Reliant
- 1987-1994 Plymouth Sundance
- mitjans 1987-1995 Plymouth Voyager

## 2.5 Turbo
A partir del 1989 s'ofereix una versió Turbo I del motor 2.5 L. Aquest motor equipa un sistema MPFI d'injecció, i té un rendiment de 150 cv i 230 N·m.
Vehicles que equipen aquest motor:
- 1989-1992 Chrysler LeBaron
- 1989-1990 Dodge Caravan
- 1989-1992 Dodge Daytona
- 1989-1992 Dodge Shadow
- 1989-1992 Dodge Spirit
- 1989-1992 Plymouth Acclaim
- 1989-1992 Plymouth Sundance
- 1989-1990 Plymouth Voyager

## 2.5 Turbo II
Per al mercat de Mèxic, va oferir-se una versió Turbo II del motor 2.5 L. Equipa el mateix motor i turbo que l'anterior, l'únic que s'afegeix el intercooler i un sensor de temperatura. La potència és de 168 cv i 255 N·m.

## 2.5 Carbureted
Durant els anys 1986-1990 van oferir-se versions dels motors 2.2 L i 2.5 L per treballar amb gasolina regular amb plom, equipats amb un carburador i control d'ignició electrònic. Aquest últim usa components semblants al Lean Burn, un sistema de control d'emissions de finals dels '70. A partir del 1991 el sistema EFI passa a equipar-se degut a una normativa més estricta en les emissions de Mèxic.

## 2.2 and 2.5 MPFI
Els anys 1991-1995 el mercat mexicà va rebre versions amb sistema MPFI dels motors atmosfèrics 2.2 L i 2.5 L. Aquest últim rendia 113 cv i en molts casos no equipava els arbres d'equilibratge (balance shafts) que equipaven altres versions del 2.5 L. El sistema MPFI dona una major resposta, prestacions, economia i emissions inferiors respecte del TBI, però només va ser ofert al mercat mexicà i als mercats on importava vehicles Chrysler de Mèxic.

## 2.5 FFV
Els anys 1993-1995 una versió atmosfèrica del motor 2.5 L de 107 cv MPFI podia funcionar amb E85. El sistema detectava automàticament la mescla de gasolina i etanol. El Dodge Spirit i el Plymouth Acclaim van equipar-lo, però va ser el mercat mexicà on es van fer més comuns.